# Марий Матур
Марий Матур (на латински: Marius Maturus) е политик на Римската империя през 1 век. Произлиза от фамилията Марии.
Той е прокуратор на римската провинция Приморски Алпи (Alpes Maritimae) през 69 г. по времето на императорите Отон и Вителий.